# Ramūnas Radavičius
Ramūnas Radavičius (20 gennaio 1981) è un ex calciatore lituano, di ruolo centrocampista.

## Caratteristiche tecniche
Centrocampista, Radavičius è un esterno sinistro che può giocare anche come ala o terzino sempre sulla fascia sinistra.

## Palmarès
- Coppa di Lituania: 4

Ekranas: 2009-2010, 2010-2011
Žalgiris: 2012-2013, 2013-2014
- Campionato lituano: 5

Ekranas: 2010, 2011
Žalgiris: 2012, 2013, 2014